# 李利庆
李利庆（1923年—），男，浙江富阳人，中国铁路桥梁专家，曾任铁道部科学研究院研究员、博士生导师。